# أدولف موراي
أدولف موراي (بالسويدية: Adolf Murray)‏ هو طبيب سويدي، ولد في 13 فبراير 1751 في ستوكهولم في السويد، وتوفي في 4 أبريل 1803 في أوبسالا في السويد.